# محمد مولود حريم
محمد مولود حريم (من مواليد 8 نوفمبر 1985 في تيزي وزو) هو لاعب كرة قدم جزائري لاعب وسط * فاز مع شبيبة القبائلبالدوري الجزائري سنة 2004.

## حياة مهنية
- 2003-2005 شبيبة القبائل
- 2005-. مولودية سعيدة

## التتويجات
- فاز بالدوري الجزائري مرة مع شبيبة القبائل سنة 2004
- وصل إلى نهائي كأس الجزائر مرة واحدة مع شبيبة القبائل سنة 2004

## روابط خارجية
- محمد مولود حريم على موقع قاعدة بيانات كرة القدم.إي يو (الإنجليزية)